# Natale di sangue (film)
Natale di sangue (Silent Night, Deadly Night) è un film horror prodotto negli Stati Uniti d'America nel 1984 e diretto da Charles E. Sellier Jr. È il primo di una serie cinematografica. È stato disitribuito in Italia anche con il titolo Silent Night, Deadly Night - Un Natale rosso sangue.
L'edizione home video è stata distribuita con il titolo Silent Night.

## Trama
1972. Billy Chapman è un bambino irrequieto, ossessionato dal lato punitivo di Babbo Natale e questo a causa delle storie del nonno che gli racconta come il popolare portatore di doni punisca i bambini cattivi.
In seguito, proprio alla vigilia di Natale, subisce un grave trauma che ne segnerà definitivamente l'esistenza: un malvivente travestito da Babbo Natale gli uccide prima il padre e poi violenta e giustizia anche la madre, lasciandolo solo con il fratellino, Ricky, che viene accolto insieme a lui in un orfanotrofio gestito da suore, guidate dalla perversa Madre Superiora.
In quel luogo, la sua vita è tutt'altro che tranquilla, tanto da essere continuamente punito in modo violento dalla Madre Superiora, così come accade un giorno, quando viene beccato a spiare dal buco di una serratura due persone che stanno facendo sesso, cosa che oltretutto gli fa tornare alla mente la violenza carnale subita qualche anno prima dalla mamma, la sadica Madre Superiora frusta la coppia dei due ragazzi innamorati e anche Billy, poiché era uscito dalla sua stanza. Un'altra volta ancora, quest'ultimo si rende protagonista di un episodio di violenza: finisce infatti per stendere con un pugno un Babbo Natale venuto a portare un po' di allegria ai bambini orfani.
Divenuto maggiorenne, Billy viene assunto in prova in un negozio di giocattoli, dove si innamora della bella collega Pamela. La sua vita sembra così avere una svolta positiva, ma quando arriva il periodo natalizio e il padrone del negozio, a causa dell'infortunio dell'originale indossatore, lo fa vestire da Babbo Natale per una campagna pubblicitaria, tutto cambia: Pamela subisce un tentativo di stupro da un altro collega ma quando Billy ripensa alla morte dei genitori perde la testa e lo uccide impiccandolo con le luci natalizie; poi elimina la stessa Pamela, testimone inorridita dell'omicidio, e i padroni del negozio. In seguito ucciderà una coppia di ragazzi di nome Denise e Tommy che stava consumando un rapporto carnale in casa di lei. La ragazza finirà impalata in topless sulle corna della testa di un cervo appesa al muro, il suo fidanzato verrà scaraventato fuori dalla finestra.
Nel frattempo Suor Margaret informa lo sceriffo, dopo che Billy ha mozzato la testa di un bullo, intuendo che la prossima vittima sarà proprio la Madre Superiora, ormai ridotta in sedia a rotelle. Così invia un poliziotto all'orfanotrofio che vedendo un uomo vestito da Babbo Natale, lo scambia per l'assassino e gli spara. Solo dopo si accorge di aver ucciso un prete sordo che si era vestito apposta in quel modo per portare gioia agli orfani. Billy arriva lì poco dopo e dopo aver massacrato lo sbirro con un colpo d'ascia all'altezza dello stomaco, entra nell'orfanotrofio per tentare di decapitare la Madre Superiora, responsabile della sua orrenda infanzia e adolescenza. Lo sceriffo interviene appena in tempo e lo uccide alla schiena, morendo così sotto gli occhi terrorizzati dei bambini, Ricky vede suo defunto fratello maggiore e guarda rabbiosamente la Madre Superiora, rimasta indifferente e soddisfatta dell'accaduto, dicendole che è cattiva.

## Produzione
Il film, girato fra il dicembre 1983 e il febbraio 1984 ad Heber City e Salt Lake City, Utah, costò circa 750.000 dollari. Per tutto il tempo della produzione, aveva come titolo Slay Ride, letteralmente "corsa della morte" ma omofonico con "sleigh ride", cioè "corsa con la slitta" (di Babbo Natale). La TriStar decise all'ultimo momento di cambiare il titolo in Silent Night, Deadly Night. Il negozio di giocattoli dove trova lavoro Billy si chiama Ira's Toys; Ira Richard Barmak è il nome del produttore del film.

## Distribuzione
Il film venne distribuito nelle sale negli Stati Uniti il 9 novembre 1984 dalla TriStar Pictures, mentre in Italia fu distribuito direttamente in videocassetta nel dicembre 1988 dalla DB Video Edizioni con il titolo Silent Night, Deadly Night - Un Natale rosso sangue.

### Edizioni home video
In seguito alla prima edizione VHS, il film è stato nuovamente distribuito in Italia in questo formato nel 1995 dalla Avo Film con il titolo Natale di sangue. È stato distribuito in DVD dalla Quinto Piano con il titolo Silent Night e dalla Quadrifoglio sempre come Natale di sangue. 

## Accoglienza
La distribuzione del film nelle sale ricevette una dura opposizione da parte di gruppi organizzati di genitori, i quali picchettarono fuori dai cinema, poiché vedevano di cattivo occhio che Babbo Natale fosse rappresentato come un assassino. A queste proteste si sommarono le critiche dei noti critici Roger Ebert e Gene Siskel. Il risultato fu che il film guadagnò molto poco nelle sale e finì subito sugli scaffali delle videoteche. La pellicola si riprese un poco l'anno dopo con l'uscita di una versione uncut, versione che dall'86 non è stata più stampata.

## Sequel
Il film ha avuto numerosi sequel:
- Silent Night, Deadly Night Part 2 (1987)
- Silent Night, Deadly Night 3: Better Watch Out! (1989)
- Silent Night, Deadly Night 4: Initiation (1990)
- Silent Night, Deadly Night 5: The Toy Maker (1992)